# American Conquest
American Conquest es un videojuego de estrategia en tiempo real producido y diseñado por CDV y GSC Game World, desarrolladores también de la serie Cossacks. En España e Italia fue publicado por FX Interactive. La acción se desarrolla entre los siglos XV y XIX en el continente americano. También hay un pack de expansión producido por American Conquest, llamado American Conquest: Fight Back y una edición de oro, que tiene el original y el pack de expansión juntos. El último instalable de la serie es American Conquest: Nación Dividida. Los tres títulos están disponibles conjuntamente como la Antología de American Conquest

## Características
- Estrategia épica en tiempo real con trasfondo histórico.
- Las batallas con más de 16.000 unidades de América entre 1492 y 1813.
- 8 campañas con 42 misiones.
- 9 misiones separadas para un jugador.
- 12 naciones y tribus diferentes: España, Gran Bretaña, Francia, los Aztecas, los Incas, los Mayas, los Sioux, los Delaware, los Huron, la Confederación Iroquesa, los Indios pueblo, EE. UU. (que empieza el juego como Inglaterra).
- 100 unidades diferentes y 106 edificios.
- Formaciones tácticas para infantería, caballería y artillería.
- Artillería con escuadrones de armas de fuego.
- La moral de la lucha está influida por victorias, derrotas, suministros de comida, equipo y pago de mercenarios.
- Mapas (pantallas de 30 X 20, 1024 X 768 píxeles).
- Modo multijugador para hasta 7 jugadores mediante LAN o internet: deathmatch, batallas históricas, sistema de campeonatos automático, Guerra de América.
- Escalado de Mapas: Pulsando una sola tecla proporciona una extensa vista de la acción de la lucha mediante una perspectiva con un zum especial.

## Juego
La mecánica de juego básica de American Conquest y los factores económicos son compartidos con el anterior juego de GSC titulado Cossacks: European Wars y sus añadidos. Como en 'Cossacks', American Conquest permite la construcción de una base con la que el jugador conducirá actividades militares y económicas para preparar la victoria de un escenario. 
Mientras que la diferencia entre jugar para las facciones europeas y los indios nativos americanos son discernibles en términos de estrategia militar, las características básicas son iguales. La cadena de actividades habitual involucra la construcción de viviendas para tus campesinos y para almacenar recursos como madera, comida y oro, piedras, carbón y hierro de las minas que el jugador tendrá que construir en las zonas designadas. Generalmente, la madera y la piedra son utilizadas para construir edificios mientras que las otras son utilizadas principalmente para crear y mantener el ejército. La comida puede ser recogida de un molino o cazando animales salvajes con unidades especializadas como las unidades de traperos o bucaneros. La madera es obtenida mediante medios convencionales. Además, el coste de los edificios, los soldados y los cañones se inflará con cada construcción sucesiva. Los campesinos también son entrenados desde sus viviendas y no desde el centro del pueblo; los segundos ahora tienen el papel como un edificio de mejora científica. 
American Conquest se diferencia de 'Cossacks' en que los campesinos ahora son necesarios para la creación directa de unidades militares. Si no se envían campesinos a los fuertes, estables de fortalezas; no se entrenarán nuevas unidades. Las actualizaciones que fomentarían la capacidad de lucha así como el tiempo de entrenamiento del ejército también son conducidos en estos edificios. Los fuertes y fortalezas son el centro de la defensa de cualquier base y las tropas de guarnición abrirán fuego cuando las unidades enemigas invadan o ante animales salvajes.
Los edificios económicos y científicos comunes en American Conquest también pueden tener guarniciones de campesinos o de miembros regulares del ejército. De forma similar, un ejército enemigo también puede capturar estos edificios de guarnición enviando unidades a ellos y derrotar a sus defensores en un combate cuerpo a cuerpo oculto. Los jugadores pueden construir refugios si juegan para una potencia europea donde las unidades de guarnición reciben un bonus para su defensa.
Otra nueva característica de American Conquest es el factor de la moral. Las unidades militares sufrirían de una moral baja si la unidad está en la cercanía de una masacre de su bando y pueden huir del campo de batalla. Los oficiales, abanderados y tamborileros militares son utilizados para crear formaciones militares y para incrementar la moral de las tropas.
El modo de campaña cubre gran parte de las principales potencias europeas en la conquista de Norteamérica que son los españoles, ingleses y los franceses, así como la contra-campaña narrada desde el punto de vista de los nativos Indios Americanos que lucharon contra ellos.

## Realismo
Una de las principales características de American Conquest es el realismo en el juego, diferente en otros juegos.
- Moral: Al verse en desventaja en la batalla o al ver que la resistencia enemiga es muy fuerte, los soldados pueden dar media vuelta y arrancar sin que se los pueda volver a controlar, sólo pasado ya tiempo. Esto es como una reacción en cadena, ya que si uno escapa, gradualmente escapan más.

Lo que incrementa la moral de las tropas es el abanderado, el tamborilero y el coronel (Naciones Europeas) y el Jefe y Shaman(Naciones Precolombinas).
- Formaciones: Se pueden formar regimientos contando con un oficial, con un abanderado o un tamborilero.

Las formaciones pueden ser de 15 soldados, de 36, 72, 120, 196.
Son capaces de asumir distintas formaciones, aunque igual les puede bajar la moral y huir.
- Número: En la mayoría de los juegos y en los más conocidos (Como Age of Empires) un gran ejército es de unos 75 o 200 soldados, cuando en American Conquest las concentraciones de soldados pueden ir de regimientos de infantería de 196 soldados, hasta ejércitos de 3.000 o 4.000 hombres.

- Estrategia: En la mayoría de los escenarios y campañas tus unidades son menores en número que las del enemigo que está en ventaja, por lo que deberás planear muy bien tu batalla, la disposición de las tropas, su moral, etc.

- Cañones: Son conducidos por cuatro hombres, con la respectiva demora en cargarlos y su falla en la puntería.

- Puntería y recarga: Los soldados, al igual que los cañones, tardan mucho tiempo en cargar sus fusiles y mosquetes, además de que pueden errar muchas veces el tiro, al igual que los cañones.

Entre más cerca del objetivo más posibilidades hay de darle al blanco, Sin embargo los tiros son letales.
- Edificios: Los edificios, tras un disparo de cañón, se incendian y van perdiendo vida hasta explotar, lanzando restos que podrían resultar mortales para los que se encuentran alrededor.

Además pueden ser ocupadas y se puede disparar de ahí.

## Unidades de las potencias europeas
Las unidades básicas que nos encontramos las potencias europeas, incluyendo a los EE. UU., son los arcabuceros y los alabarderos, únicamente en España, y los piqueros en el resto de las naciones. Después nos encontramos con los mosqueteros, a medida que cambiamos de siglo y finalmente tenemos a los fusileros, siendo estos las unidades de infantería más fuertes. También cuentan con una caballería bastante completa. Los españoles cuentan con una caballería pesada única, los conquistadores, fuertemente acorazados y armados con pistolas de mecha y espadas. Después encontramos a los dragones, diferenciados entre los dragones del siglo XVII y XVIII, que son unidades comunes entre las 4 naciones. También cuentan con cañones que disparan tanto bolas de cañón como metralla. El cañón se puede llegar a convertir en el arma más mortífera del juego cuando se usa el disparo de metralla contra un numeroso grupo de enemigos, ya que una sola andanada puede matar a un grupo numeroso de infantería. Las unidades navales se componen de carabelas, galeones y Fragatas, siendo estas últimas las más poderosas, pero también las más caras de crear y mantener. También cuentan con pequeñas barcas de combate a remos, que cuentan con dos fusileros que realizan disparos a objetivos tanto terrestres como navales. En grandes grupos son letales. Por último cabe destacar los barcos de transporte, compuestas por troncos y bastante débiles, aunque con las mejoras que cuenta pueden llegar a ser casi indestructibles.

## Unidades de las grandes civilizaciones precolombinas y las tribus norteamericanas
Las civilizaciones Inca, Azteca y Maya cuentan con unidades muy débiles, con poco o nada de armadura y sin unidades de caballería, pero contrarrestan este problemas con la rapidez de creación de las unidades. Sus principales unidades son los arqueros y lanceros, aunque cuentan también con ciertas unidades como los guerreros bastones mayas, que armados con un bastón con puntas, que son letales en grandes grupos o combinados con los arqueros. Por otra parte las tribus indígenas de Norteamérica, a pesar de ser más poderosas que las civilizaciones del Sur, son también más débiles que las potencias europeas, pero combinan un armamento más poderoso con una rápida velocidad de entrenamiento, cuentan con unidades con armas de fuego y caballerías de gran impacto. Estas tribus son las únicas que pueden utilizar a los campesinos como guerreros y son particularmente eficientes en ataques a gran escala, ya que son rápidos de crear, baratos y pueden incendiar edificios, y a diferencia de los otros campesinos, no pueden ser capturados.

## American Conquest Fight Back
American Conquest: Fight Back es un pack de expansión oficial independiente para American Conquest. En él se incluyen nuevas naciones europeas como Rusia, Portugal, Alemania y Holanda y 50 unidades nuevas, así como la tribu americana: Haida. Además se añadirán nuevas campañas por parte de los Mayas, los Alemanes, los Haida, los Rusos, la búsqueda de el dorado y las rebeliones indias contra los Británicos y se dispondrá de un nuevo modo de juego: campo de batalla. La campaña alemana narra brevemente la expedición de Ambrosio Alfinger y Georg Hohermuth, mientras que la campaña rusa se centra en la conquista de Alaska bajo el mando de Alexander Baranov. La nueva campaña Haida es desde el punto de vista de los Haida de la expedición rusa. La campaña de los Mayas cubre detalles de la Conquista de Yucatán por parte de los españoles a mano del español Hernán Cortés.

## American Conquest Divided Nation
American Conquest: Divided Nation es la segunda expansión independiente de la saga American Conquest. El tema principal de este juego es la guerra civil estadounidense y la independencia de Texas de México. En ella interactúan cuatro naciones en una nueva línea de tiempos: La Unión, La Confederación, La República de Texas y México y más de 120 nuevas unidades. En la época del primer juego se añadieron los Piratas. Las facciones antiguas no pueden luchar con las nuevas (excepto con los Piratas). El juego también trae una gran cantidad de nuevas características para el juego, como artillería a caballo, fuertes de campo, tiendas y Generales. Los jugadores pueden experimentar nuevas batallas por completo del Género RTS, desde la Batalla de El Álamo a la Batalla de Gettysburg.

## Modificaciones
European Warfare: Napoleonica es una modificación para American Conquest: Fight Back, que está establecida en la época de la conquista Napoleónica de Europa. Añade 12 naciones completas y más de 180 nuevas unidades. Es freeware y puede ser descargada en www.ModDB.com (enlace roto disponible en Internet Archive; véase el historial, la primera versión y la última)., para los usuarios con el sistema operativo Windows Vista deben de descargar la modificación anterior y además complementarlo con el tercer parche para poderlo jugar, lo pueden descargar en www.ModDB/thirdpatch.com. European Warfare tiene una comunidad en www.mastersofthefield.com que la utiliza para interpretar batallas históricas.

## Juegos relacionados
Otra serie de juegos de CDV, Cossacks: European Wars utiliza el mismo motor.